# Пірникоза новозеландська
Пірникоза новозеландська (Poliocephalus rufopectus) — вид водних птахів родини пірникозових (Podicipedidae).

## Поширення
Ендемік Нової Зеландії. Має досить великий, але фрагментарний ареал на Північному острові. Історично був поширеним на Південному острові. З невідомих причин з середини 19 століття південна популяція почала скорочуватися і останнє гніздування на Південному острові спостерігали у 1941 році. У 2012 році гніздову пару спостерігали неподалік міста Такаке (вперше за 70 років на Південному острові). Загальна чисельність виду становить близько 2000 птахів.

## Опис
Тіло завдовжки 29 см. Вага до 250 г. Спина та крила темно-коричневі. Голова чорна з дрібним сріблястим пір'ям. Нижня частина тіла та шия коричневі. Очі жовті. Дзьоб чорний.

## Спосіб життя
Трапляється на відкритих водоймах: озерах, лиманах, річках з повільною течією. У гніздовий період трапляється парами, в інший — невеликими зграями. Живиться водними комахами та молюсками, рідше рибою та раками. Сезон розмноження триває з червня по березень. Гніздо облаштовує на острівці з очерету, який будує на мілководді. У кладці 2-3 яєць. Насиджують кладку обидва батьки по черзі. Інкубація триває 22-23 дні. Пташенята залишають гніздо через тиждень після народження, але батьки доглядають їх ще два місяці.